# سمير عزيز
سمير عزيز ممثل مصري من مواليد 1936، التحق بكلية المعلمين وعقب تخرجه منها التحق بوزارة التربية والتعليم  وعمل بالتدريس بالمدارس الإبتدائية، ومارس هوايته في التمثيل بالإشراف على الفرق المسرحية بالمدارس المختلفة  وتدرج في السلم الوظيفي حتى بلغ منصب رئاسة إدارة التربية المسرحية بوزارة التربية والتعليم في أواخر الثمانينيات. عمل عقب تخرجه بفرقة «ساعة لقلبك» التي أطلقت فقراتها من خلال برنامج إذاعي برز بالإذاعة المصرية ونال شهرة واسعة منذ عام 1954 وحتى 1969 حيث زامل نجوم الكوميديا في بداياتهم، مثل فؤاد المهندس وعبد المنعم مدبولي وأمين الهنيدي، ومن اسكتشاته البارزة: اسكتش «المطعم» مع يوسف عوف وعمر عفيفي، واسكتش المواصلات مع: عبد المنعم عوف - نبيلة السيد - حامد عبد الرازق - عمر عفيفى - عبد المنعم مدبولى - فؤاد المهندس - حسين عبد النبي - أمين الهنيدى - يوسف عوف - مصطفى عزمى وفرحات عمر.
اشترك بمسلسلات الإذاعة المصرية مثل مسلسل «ثقوب في الثوب الأسود» للكاتب إحسان عبد القدوس، وفى بداية الستينيات التحق بفرق التليفزيون المسرحية ومن المسرحيات التي اشترك بها مسرحية «حركة ترقيات» للمخرج سعيد أبو بكر عام 1966، كما عمل في مسلسلات التلفزيون، وبرع في المسلسلات الدينية، كما شارك سمير عزيز في الأفلام السينمائية بأدوار ثانوية.
تقاعد عن العمل المدرسي في 1996 واستمر نشاطه السينمائي.

## أهم أعماله
فيلم «زائر الفجر» للمخرج ممدوح شكري، عام 1973.
فيلم «عالم عيال عيال» للمخرج محمد عبد العزيز، عام 1976.
مسلسل «ساكن قصادي» للمخرج إبراهيم الشقنقيري، عام 1995.
فيلم «دقة قلب» للمخرج محمد عبد العزيز، عام 1976.
فيلم «المرأة هي المرأة» للمخرج هنري بركات، عام 1978.

## وصلات خارجية
- سمير عزيز على موقع IMDb (الإنجليزية)
- سمير عزيز على موقع الدهليز
- سمير عزيز على موقع قاعدة بيانات الأفلام العربية
- سمير عزيز على موقع الدهليز
- سمير عزيز على موقع كاروهات